# Farbowanie tkanin

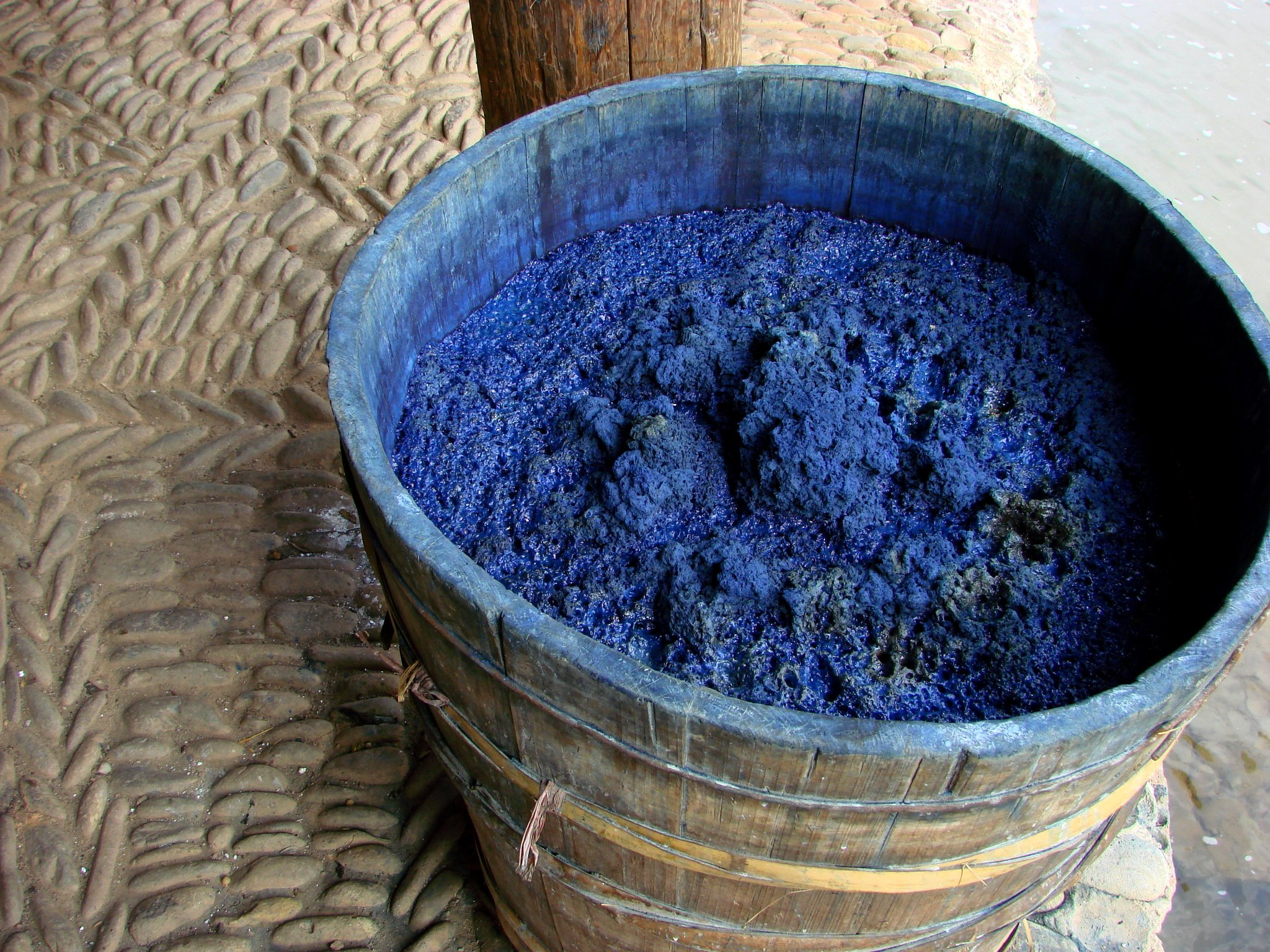
Domowa fermentacja pasty indygo w chińskiej prowincji Guizhou

Farbowanie tkanin – reakcja chemiczna, podczas której składniki włókna wchodzą w reakcję ze składnikami substancji barwiących tworząc wiązania chemiczne. W efekcie tego procesu tkanina uzyskuje nową barwę.
Farbowanie tkanin traktowane było nie jak rzemiosło, ale sztuka. Receptura barwników i sposobów przeprowadzenia procesu uzyskania odpowiedniej barwy często trzymane było w tajemnicy. Pierwsze księgi przepisów pojawiły się w połowie XV wieku. Dużą popularność miało dzieło G. Rosettiego wydane w Wenecji w 1548 roku, przedrukowywane jeszcze w XVIII wieku.
Autor spędził 16 lat na zbieraniu przepisów farbowania od mistrzów z Wenecji, Florencji, Genui i innych rejonów Włoch.

## Historia farbiarstwa
Farbiarstwo jako rzemiosło istniało już około 4 tysiące lat p.n.e. w Chinach, Indiach i Egipcie.
Pierwsze barwniki uzyskiwano z minerałów: cynobru (barwnik czerwony), malachitu (żółte i zielone), aurypigmentu (żółte), rud żelaza i ołowiu. Z czasem zastąpiono je barwnikami roślinnymi, jako bardziej trwałymi. W Europie farbiarstwo zaczęło się rozwijać w średniowieczu w miastach włoskich i hiszpańskich, od XVI wieku rozwijało się w Holandii, Niemczech, Anglii, Francji, a w XVII wieku w całej Europie.
W drugiej połowie XIX wieku odkryto syntetyczne barwniki organiczne, które prawie całkowicie wyparły barwniki naturalne.
Wynalazki te zostały zapoczątkowane niemal równocześnie przez Polaka Jakuba Natansona i Anglika W. H. Perkina.
W czasach współczesnych stosuje się prawie wyłącznie barwniki syntetyczne.

## Przygotowanie tkaniny do farbowania
Włókna tkanin często zawierają substancje, które utrudniają zachodzenie reakcji chemicznej. Farbowanie poprzedza proces pozbycia się tych składników z przędzy. Wełnę na przykład przed farbowaniem moczy się w wodzie z dodatkiem amoniaku i podgrzewa, następnie spłukuje. Do kąpieli barwiącej dodaje się różne substancje np. sole: (glauberską lub kuchenną), sodę, kwasy: siarkowy, fosforowy, mrówkowy, octowy, szczawiowy, tzw. koperwas, inaczej witriol, czyli siarczan żelaza lub miedzi. Substancje te zwilżają i rozpraszają cząsteczki barwnika, dzięki temu łatwiej dochodzi do reakcji chemicznej. Zaprawy te stosowano także do utrwalenia uzyskanego koloru.
Na efekt zabarwienia tkaniny ma wpływ wiele czynników – rodzaj włókna, ich właściwe przygotowanie, rodzaj barwnika, jakość wody (zwłaszcza zawartość soli żelaza, wapnia), temperatura kąpieli (głównie jej niezmienność podczas farbowania), czas farbowania, materiał z jakiego wykonane jest naczynie do farbowania. Naczynia aluminiowe wchodząc w reakcję z roztworem barwnika powodowały rozjaśnienie tkaniny, żelazne powodowały efekt przyciemnienia.
Do pierwszej połowy XIX wieku stosowano do farbowania barwniki naturalne – roślinne, zwierzęce oraz mineralne.
Ze względu na sposób działania na włókna barwniki dzieli się na:
- barwniki stosowane bezpośrednio na tkaninę (indygo, kurkuma)[4]
- barwniki, których działanie poprzedzone jest stosowaniem zapraw (bejc) przygotowujących włókna do procesu farbowania i utrwalających[1].

Barwniki roślinne uzyskiwano z różnych części roślin.

## Rośliny wykorzystywane do pozyskania barwników
- Indygowiec barwierski(Indigofera tinctoria L.) – ciemnobłękitny barwnik indygo.

Liście moczono i poddawano procesowi fermentacji. Barwnik zbierał się na dnie kadzi w postaci osadu, który filtrowano i formowano z niego płytki. Przed użyciem płytki kruszono i rozcierano w moździerzu.
Tkaniny farbowane indygiem uzyskiwały właściwą barwę dopiero po wystawieniu na słońce, (indygotyna – substancja barwiąca, ulegała utlenieniu).
- Urzet barwierski (Isatis tinctoria) – fioletowoniebieski barwnik.

Liście urzetu płukano w wodzie, suszono na słońcu, następnie mielono. Z powstałej pasty formowano gałki wielkości orzecha włoskiego. Przed użyciem rozbijano je specjalnym młotkiem.
- Marzana barwierska (Rubia tinctorum) – barwniki od szkarłatnego i pomarańczowego po różowe.

Zbiór tej rośliny następował w drugim roku uprawy jesienią lub w trzecim roku latem.
Korzenie marzany suszono w specjalnych piecach, następnie młócono i tłuczono, aby pozbawić je wierzchniej skórki.
W XIX wieku proces pozyskiwania barwnika uproszczono – zmielone korzenie zalewano zakwaszoną wodą. Otrzymany ekstrakt nazywano kwiatem krapowym.
- Krokosz barwierski (Carthamus tinctorius) – czerwony barwnik, kartamina

Kwiaty moczyło się w wodzie, by pozbawić roślinę żółtego barwnika. Pozostawał czerwony, żywiczny barwnik odporny na działanie czynników zewnętrznych.
- Rezeda (Reseda luteola) – żółty barwnik.

Zbiór rośliny przeprowadzano następnego roku w lecie. Zbierano ją całą (barwnik występował we wszystkich częściach rośliny), wiązano w snopki i suszono. Farbiarze gotowali ją w kotłach aby pozyskać barwnik.
- Szafran uprawny (Crocus sativus) – żółtopomarańczowy barwnik.

Kwiaty zbierano jesienią, barwnik zawarty jest w pręcikach i znamionach słupka. Do uzyskania 125 g barwnika potrzeba 20 tysięcy kwiatów.
- Kurkuma długa (Curcuma longa) – żółtopomarańczowy barwnik.

Barwnik zawarty jest w palczastym kłączu. Po wykopaniu gotowało się go we wrzątku lub zaparzało, suszyło, pozbawiało okrywy i następnie mieliło.
Stosowano także korę drzew jak dąb, brzoza, korę kruszyny, narośla (galasy), łuski cebuli, kwiaty chabra bławatka, rdest ptasi, jagody bzu czarnego, dziurawiec i inne.

## Pozyskiwanie barwników ze świata zwierzęcego
- Mięczaki z rodziny rozkolcowatych (Murex trunculus, Purpura haemastoma – barwnik purpurowy, Murex brandaris - fioletowy)

Mięczaki w muszlach zbierano jesienią i zimą. Po rozbiciu muszli preparowano zawartość solą i gotowano, starając się zredukować ilość płynu do szesnastej części.
W pozyskiwaniu barwnika tym sposobem specjalizowali się Fenicjanie, którzy wyszukiwali mięczaki umożliwiające uzyskanie różnych odcieni, a następnie mieszali barwniki do uzyskania pożądanego koloru. Najbardziej ceniona była purpura tyryjska, dająca ciemnoczerwony, mieniący się odcień.
Barwione purpurą tkaniny po farbowaniu nie były czerwone, najpierw były zielone (w przypadku purpury tyryjskiej najpierw były żółte), potem niebieskie, właściwą barwę nabierały dopiero w trakcie suszenia na słońcu. Dochodziło wtedy do procesu utlenienia substancji barwiącej.
- Czerwiec kaktusowy (Dactylopius coccus, dawna nazwa Coccus cacti), owad żerujący na meksykańskich opuncjach – różowoczerwony barwnik, koszenila.

Do produkcji barwnika stosowano poczwarki tego pluskwiaka. Do Europy dotarł w XVI wieku.
- Czerwiec polski (Porphorophora polonica), owad żerujący na korzeniach rośliny Czerwiec trwały (Scleranthus perennis) – karmazynowy barwnik.

Larwy zbierano na przełomie maja i czerwca. Zabijano je wrzątkiem, suszono na słońcu lub w piecu chlebowym, rozcierano lub mielono. Aby pozbyć się zawartego w substancji barwiącej tłuszczu zamaczano go w kwasie chlebowym. Aby uzyskać kilogram barwnika trzeba było zebrać 250 tysięcy larw owada.
Barwnik ten był popularny w XV i XVI wieku, a w XVII wieku był jednym z podstawowych towarów, którym handlowała Polska. Był on kupowany w całej Europie.

## Farby mineralne
Farbą mineralną, która miała poważniejsze znaczenie w farbiarstwie tekstylnym, był tzw. błękit berliński, którą po raz pierwszy zastosowano w Niemczech około 1795 roku. Znane były zwłaszcza jej odmiany – błękit pruski lub paryski.
Barwnik uzyskiwano z wysuszonej krwi wołowej, którą mieszano z potażem i opiłkami żelaza, skrapiano sodą i prażono kilka godzin. Po ostygnięciu dodawano jeszcze ałun i siarczek żelaza, powstały osad płukano i suszono.

Stosowano także tzw. zieleń brunświcką, którą pozyskiwano mieszając opiłki miedziane z solą amoniakalną.
Działem przemysłu zajmującego się farbowaniem tkanin jest farbiarstwo, a rzemieślnik trudniący się farbowaniem to farbiarz.